# Joachim Stephani
Joachim Stephani, né en mai 1544 à Pyrzyce (Pyritz en allemand) et mort le 14 janvier 1623 à Greifswald, est un juriste allemand protestant et professeur à l'université de Greifswald, actif dans les années 1600 en Allemagne. 

## Biographie
Joachim Stephani est issu d'une famille de patriciens allemands habitants en Poméranie (aujourd'hui en Pologne). Il a fréquenté entre autres les Universités de Wittenberg et de Rostock. En 1572 il est nommé professeur de philosophie et de mathématiques par le duc Ernst Ludwig de Poméranie puis obtient son doctorat de juriste en 1577. Il devient Professeur de droit à l'université de Greifswald et membre du syndic de l’université dont il est recteur en 1587/1588, 1602/1603 et 1610/1611. Il a également été directeur du consistoire de Greifswald (tribunal religieux protestant) et membre du conseil ducal. 
Joachim Stephani est surtout connu pour ses Institutiones juris canonici de 1599 (Règles du droit canonique) qui clarifient le nouveau droit des évêques après la transaction de Passau de 1552 formalisée par la Paix d'Augsbourg en 1555 obtenue par les princes protestants d'Allemagne. On lui doit en effet la célèbre maxime « cujus regio, ejus religio » qui définit, dans le chapitre VII du Livre I : De Jure Episcopi, la prééminence nouvelle du politique sur le religieux par le transfert des pouvoirs religieux des évêques aux gouvernants des États. La phrase en latin est la suivante : « « Ideo hodie religionem regioni cohaerere dici potest, ut cujus sit regio, hoc est ducatus, principatus, territorium, seu jus territorii, ejus etiam sit religio, hoc est  jus episcopale seu jurisdictio spiritualis » ». Cette phrase pourrait se traduire par : Ainsi il peut être dit que, aujourd’hui, religion coïncide avec pouvoir en ceci que, là où est le pouvoir, c’est-à-dire le commandement militaire, le gouvernement, la possession du territoire ou le pouvoir légal sur ce territoire, se trouve aussi la religion, c’est-à-dire  l’autorité épiscopale et la compétence spirituelle.

## Hommages
Une rue de Greifswald rappelle son souvenir - la Stephanistraße - ainsi qu’une épitaphe familiale placée dans la cathédrale Saint-Nicolas de Greifswald. Son fils Lorenz Stephani (seul survivant d’une fratrie de sept enfants) a lui aussi poursuivi une carrière de juriste.

## Œuvres majeures
Il est l’auteur de plusieurs traités de droit en latin :
- Politicae demonstrationes, Rostock, 1576 ; Greifswald, 1599 ; Francfort-sur-le-Main, 1604/1615
- De jurisdictione Judaeorum, Graecorum et Ecclesiasticorum, Greifswald, 1599 ; Francfort-sur-le-Main, 1604 (droit civil comparé)
- Expositio novellarum constitutionum Justiniani, Francfort-sur-le-Main, 1608-1615.